# Ferdinand Stoliczka

Ferdinand Stoliczka

Ferdinand Stoliczka (* 7. Juni 1838 in Hochwalt zu Kremsier, heute Bílany, Mähren; † 19. Juni 1874 beim indischen Dorf Murghi an den Ufern des Shayok River in der Region Ladakh) war ein österreichischer Asienforscher, Botaniker, Zoologe, Geologe, Landvermesser und Paläontologe. Sein offizielles botanisches Autorenkürzel lautet „Stoliczka“.

## Leben

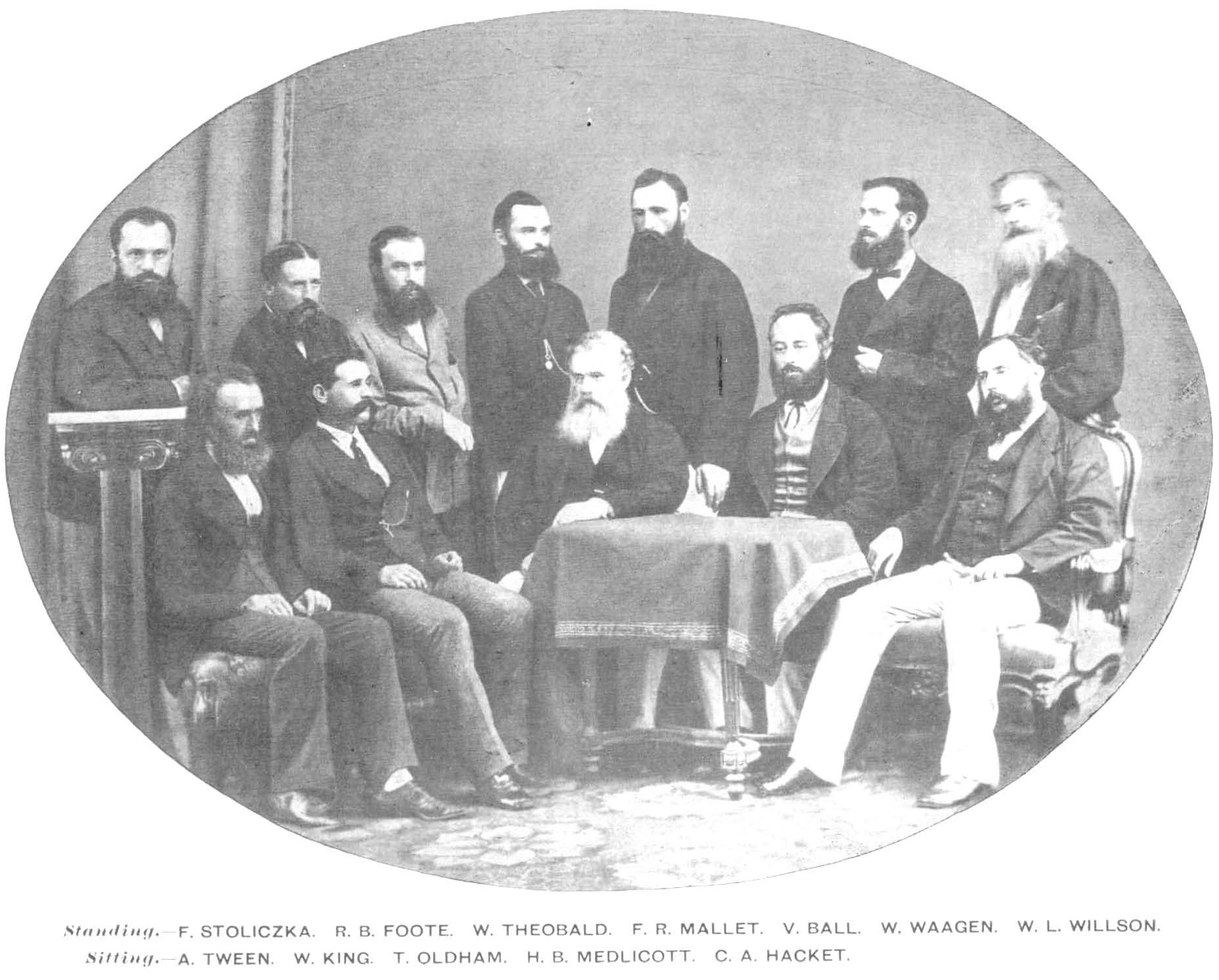
Stoliczka (1. stehende Person von links) und die Mitglieder der Geological Survey of India, 1870

Stoliczka war der Sohn eines Försters und besuchte das Gymnasium in Kremsier. Er studierte bis 1860 Naturwissenschaften und Geologie an der Universität Wien unter anderem bei Eduard Sueß und wurde 1861 an der Universität Tübingen promoviert. Noch während des Studiums veröffentlichte er 1859 eine Arbeit über Süßwassermollusken in der Kreide der Ostalpen. 1860/61 war er Mitarbeiter am Hofmineralienkabinett in Wien und 1861/62 als Geologe an der k.k. geologischen Reichsanstalt in Wien beschäftigt, ehe er 1862 zum britischen Geological Survey of India wechselte und dort als Paläontologe tätig war.
Beim Geological Survey of India in Kalkutta bearbeitete er 1863 bis 1873 Ammoniten aus der Kreide Südindiens. Sein wichtigstes paläontologisches Werk ist die Creataceous Fauna of Southern India, die in 4 Bänden 1865 bis 1873 erschien.
Zwischen 1864 und 1866 unternahm er auf eigene Faust mehrere Forschungsreisen geologischen und paläontologischen Inhalts ins Himalaya-Gebiet und nach Tibet, wo er petrografische Untersuchungen leitete, meteorologische Beobachtungen anstellte und Gesteine, Fossilien, Pflanzen und Säugetiere sammelte. Er benannte 1870 die Muschel-Ordnungen Arcida, Unionida und Myida.
1868 wurde er Kurator des Indischen Museums und Sekretär für Naturgeschichte der Asiatic Society of Bengal und gab deren Zeitschrift mit heraus. 1869 reiste er nach Burma, Malaysia, den Nikobaren und Andamanen-Inseln, 1871/72 auf die Halbinsel Cutch, 1872 nach Darjeeling und 1873 erneut auf die Nikobaren und Andamanen.
1873 unternahm er seine letzte, die 3. Himalaya-Expedition unter Teilnahme an der Second Yarkand Mission des Thomas Douglas Forsyth. Er begleitete Forsyth bei dessen diplomatischer Mission nach Kaschgar, wo es diesem gelang, mit dem Emir Jakub Chan einen vorteilhaften Vertrag für das britische Empire abzuschließen, während die Naturforscher in seinem Gefolge (neben Stoliczka zum Beispiel auch Bellew, Gordon, Chapman, Trotter und Biddulph) wertvolle Erkenntnisse über Zentralasien und Turkestan gewinnen konnten und folgte dann Oberst Gordon über den Pamir nach Wachan und zurück. Auf dem Marsch erkrankte Stoliczka an einer Lungenentzündung und verstarb bei Murghi an den Ufern des Shayok im heutigen indischen Distrikt Ladakh.

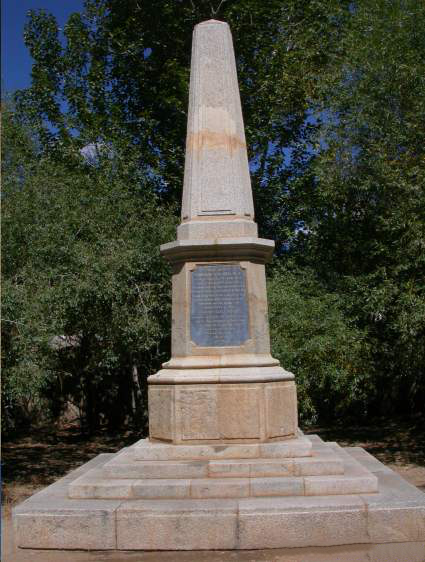
Obelisk in Leh zu Ehren von Stoliczka

Forsyth veröffentlichte in seinem Report of a mission to Yarkund in 1873, ... posthum mehrere Beiträge von Stoliczka, die sich mit einigen gewonnenen Expeditionsergebnissen befassten. Man bezeichnet ihn heute als den Begründer der systematischen geologischen Erforschung des Himalayas. Auf Veranlassung der Indischen Regierung wurde durch die Verwaltung Ladakhs in Leh zu Ehren des verunglückten Forschers 1876 ein Obelisk mit einer Schrifttafel auf einem zweistufigen Postament aufstellt, der seither von Himalaya-Forschern gleichsam als Pilgerstätte besucht wird.
Er sammelte auch indische und tibetische Münzen, die er 1867 dem Wiener Münzkabinett stiftete, wofür er die Goldene Medaille für Kunst und Wissenschaft erhielt.
Die Stoliczka-Insel im russischen Franz-Josef-Land ist nach ihm benannt.

Nach Stoliczka benannte Spezies (Auswahl)
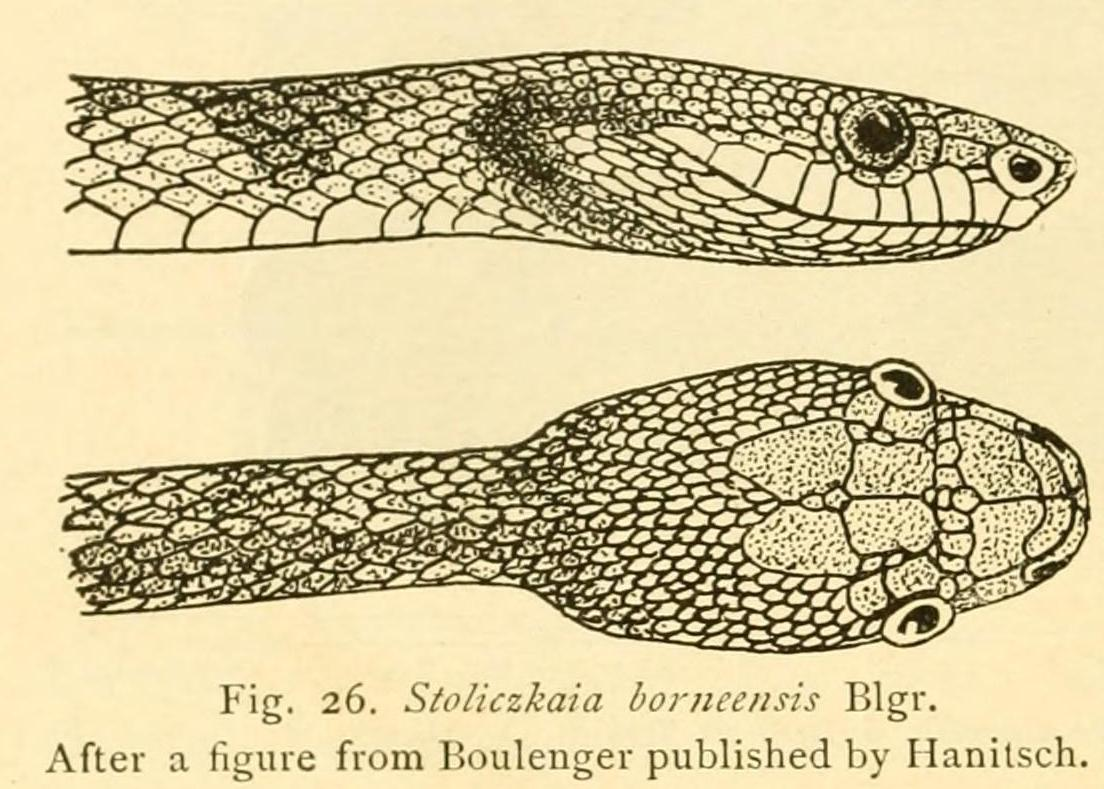
Stoliczkaia borneensis
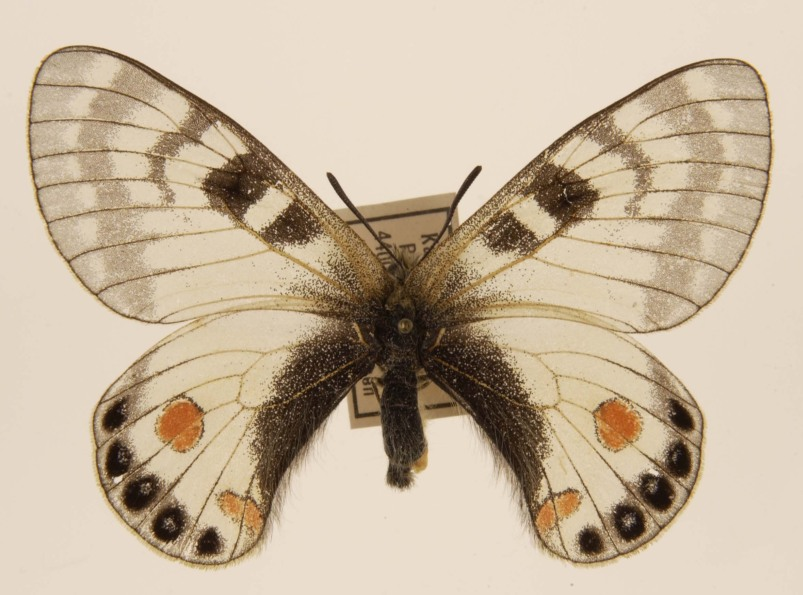
Parnassius stoliczkanus
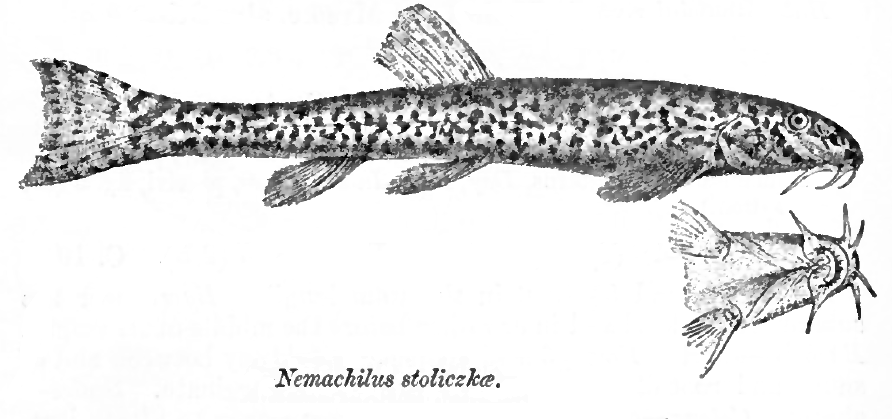
Nemacheilus stoliczkai
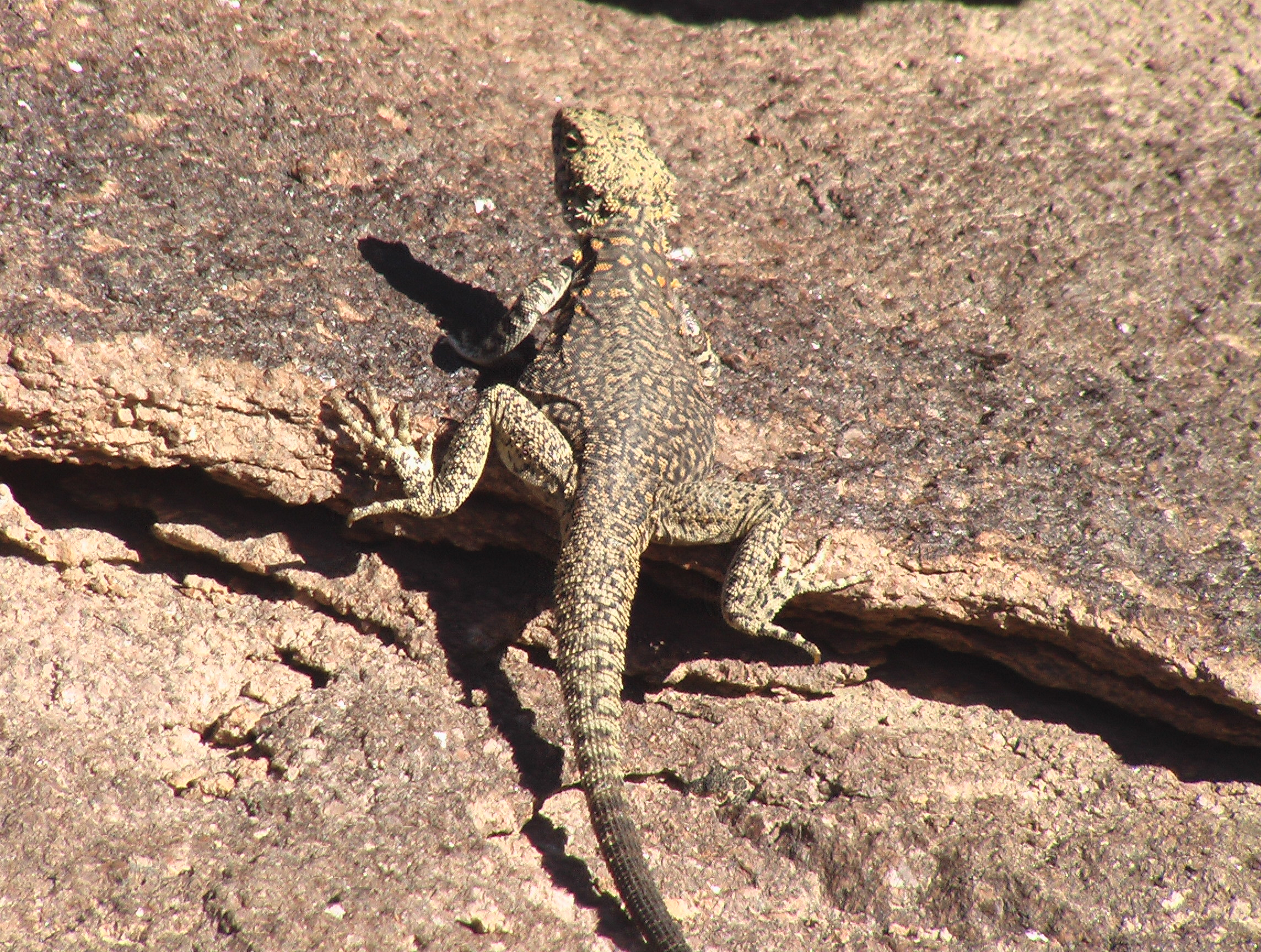
Laudakia stoliczkana
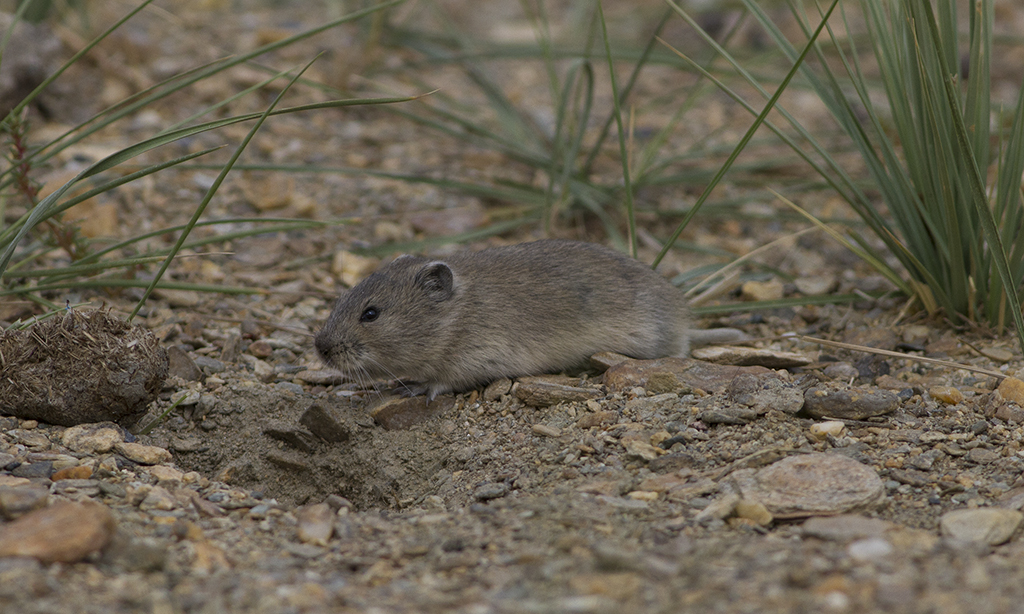
Alticola stoliczkanus
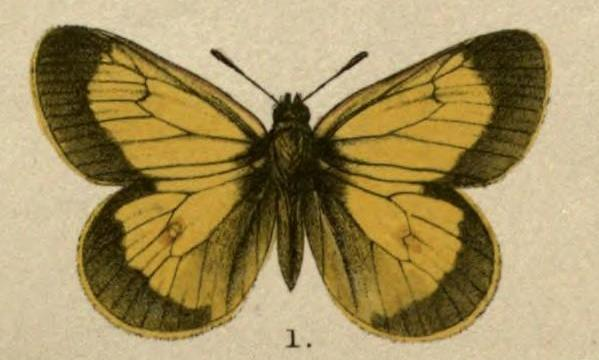
Colias stoliczkana